# いつの間に交換日記
『いつの間に交換日記』（いつのまにこうかんにっき、英題: Swapnote または Nintendo Letter Box）は、任天堂が2011年12月21日に配信を開始したニンテンドー3DS用コミュニケーションソフト。2012年5月以降に出荷されたニンテンドー3DSまたはニンテンドー3DS LL本体には、同梱のSDカード内に本ソフトが収録されている。
本稿では、本作と同じく任天堂から配信され同様のシステムを持つニンテンドー3DS用ソフト『イラスト交換日記』についても記述する。

## 概要
ニンテンドー3DS（以下3DS）本体のタッチパネルを用いて絵日記を手書きできるソフト。作成した日記は本体の「すれちがい通信」（無線通信）を用いて他の本体との送受信が可能。なお、以前は本体の「いつの間に通信」（インターネット通信）を介した他のユーザーとのやり取りも可能だったが、現在はこの機能を停止している（後述）。
当初はニンテンドーDSiウェアとして開発が進められ2009年末にはほぼ完成していたが、通信機能の面でいくつかの問題点があったことに加え新ハードである3DSの発売を間近に控えていたことから、対応ハードが3DSに変更された。
2016年11月22日より、本作の基本的なシステムを踏襲した3DS用ソフト『イラスト交換日記』の配信が開始された。

## システム
- 日記を描く際の筆跡が逐次記憶され、あとで閲覧する際に、描き初めから描き終わりまでの流れがアニメーションとして表示される。
- 3D対応のペンを選択して描画すると、本体の3D機能をONにした時に飛び出して見える。
- 3DS本体のカメラで撮影した写真や3DS本体内蔵ソフト『ニンテンドー3DSサウンド』で録音した音声（最長5秒）を日記に貼り付けることができる。
- ひとつの日記あたり最大4枚まで描ける。
- 日記を描く際には、背景デザインとなる「びんせん」を選択する。このびんせんは、本体を持ち歩くことで本体に貯まる「ゲームコイン」を用いると種類を増やせる。

### いつの間に通信
本作の配信当初には、インターネットに接続する「いつの間に通信」を利用し、3DS本体の「フレンドリスト」に登録されているユーザー「フレンド」同士で日記を送受信することができた。また、任天堂などのゲーム会社のクリエイター等から、特定の期間内に「とくべつな日記」が配信されることもあった。
一方、未成年者を含む一部のユーザーがフレンド登録に必要な「フレンドコード」をインターネット掲示板上で交換し合い、本作を用いて公序良俗に反する写真をやりとりする事例が発生していた。こうした問題を受け、任天堂は、全ての利用者が安心して使用できる環境の提供が困難として、いつの間に通信を用いた日記の送受信サービスを2013年11月1日に停止した。また、これに伴い「とくべつな日記」の配信も終了した。
なお、同様の理由で、3DS用ソフト『うごくメモ帳 3D』と連動するウェブサイト「フレンドうごメモギャラリー」も同日限りでサービスを停止している。

## イラスト交換日記
『イラスト交換日記』（イラストこうかんにっき、英題: Swapdoodle）は、任天堂が2016年11月22日より配信を開始したニンテンドー3DS用コミュニケーションソフト。基本的なシステムは2011年配信の『いつの間に交換日記』を踏襲している。

### いつの間に交換日記との違い
日記の受信などの制限
作成した日記をニンテンドー3DS（以下3DS）本体の「フレンドリスト」に登録したユーザー「フレンド」とやりとりできるが、通常の状態では日記の受信やリプ（受け取った日記への返信）はフレンド1人につきそれぞれ1回のみの制限がかかっている。以下の「ヨム友」または「ズッ友」の状態にすることで、一部、または全ての制限が解除される。
ヨム友
メニュー画面の「設定」から「大人による認証」を選択しクレジットカードで手数料を支払うことで「ヨム友」の状態になる。この状態ではフレンドから送信された日記を全て閲覧できる。一方リプを行えるのはフレンド1人につき1回のみ。
ズッ友
メニュー画面から「近くのフレンドとズッ友になる」を選択しフレンドの3DS本体と近距離で赤外線通信を行うことで「ズッ友」の状態になる。この状態では通信したフレンドから届いた日記の閲覧やリプを制限なく行うことができる。また、自分とフレンドの双方が「ヨム友」の場合も「ズッ友」になる。
ゲーム画面の貼り付け
3DS用の一部ゲームソフト内で撮影したゲーム画像を日記に貼ることができる。対応ソフトは公式サイトの「ゲームタイトル」を参照。
『バッジとれ〜るセンター』との連動
3DS用ソフト『バッジとれ〜るセンター』の中で手に入る「バッジ」の一部を日記に貼ることができる。対応バッジは公式サイトの「バッジコレクション」を参照。
イラストストア
任天堂のキャラクターなどを題材としたイラストレッスンを有料で購入できる。また、日記の背景に用いるびんせんの種類や使用するペンの色、保存できる日記数の上限を増やすといった有料の機能追加もここで行う。
その他
『いつの間に交換日記』では3DS本体のカメラで撮影した写真や内蔵ソフト『ニンテンドー3DSサウンド』で録音した音声ファイルを使用できたが、本作では使用できない。また、すれちがい通信を用いた日記交換の機能は無い。

## ニッキー
『いつの間に交換日記』と『イラスト交換日記』では、案内役の女性キャラクター「ニッキー」が登場する。ニッキーは茶髪のボブカットで赤い眼鏡をかけ緑色の服を着ており、他のユーザーと同様にアバターの「Mii」として表示される。作中では、ユーザーに日記を送信するという形式でソフトの使い方について説明する。
ニッキーは、任天堂公式サイトや他の3DS用ソフトなどにも登場している。
- 任天堂サイト内『Nintendo News』[8]
- ニンテンドー3DS用テーマ『ニッキー びんせんとなかまたち』
- ニンテンドー3DS用ソフト『バッジとれ〜るセンター』（本体HOMEメニューを飾れる「バッジ」として）
- ニンテンドー3DS用ソフト『ニッキーの旅するクイズ』（クラブニンテンドー限定配信）
- Wii U用ソフト『スーパーマリオメーカー』（「キャラマリオ」として）
- Nintendo Switch用ソフト『大乱闘スマッシュブラザーズ SPECIAL』（「アシストフィギュア」として）[9]